# Morgan Griffith

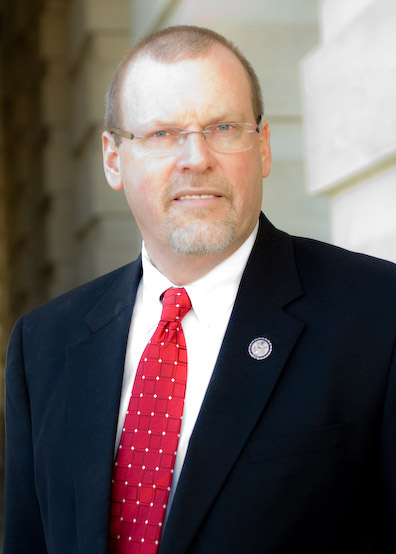
Morgan Griffith (2011)

Howard Morgan Griffith (* 15. März 1958 in Philadelphia, Pennsylvania) ist ein US-amerikanischer Politiker der Republikanischen Partei. Seit 2011 vertritt er den neunten Sitz des Bundesstaats Virginia im US-Repräsentantenhaus.

## Werdegang
Morgan Griffith besuchte die Andrew Lewis High School in Salem (Virginia) und danach bis 1980 das Emory and Henry College in Emory. Nach einem anschließenden Jurastudium an der Washington and Lee University und seiner 1983 erfolgten Zulassung als Rechtsanwalt begann er in seinem neuen Beruf zu arbeiten. Gleichzeitig schlug er als Mitglied der Republikanischen Partei eine politische Laufbahn ein. Zwischen 1994 und 2010 war er Mitglied im Abgeordnetenhaus von Virginia, wo er ab 2010 die Funktion des Majority Leader innehatte.
Bei den Kongresswahlen des Jahres 2010 wurde Griffith im neunten Wahlbezirk von Virginia in das US-Repräsentantenhaus in Washington, D.C. gewählt, wo er am 3. Januar 2011 die Nachfolge des ihm zuvor unterlegenen Demokraten Rick Boucher antrat, der den Bezirk seit 1983 vertreten hatte. Sein Wahlkampf wurde von der libertären Interessengruppe Americans for Prosperity unterstützt, während AFP und andere erzkonservative Organisationen eine Kampagne gegen Boucher veranstalteten. Entsprechend den Zielen seiner wichtigsten Unterstützer engagierte sich Griffith im Repräsentantenhaus gegen eine geplante Klimaschutz-Abgabe und für eine drastische Kürzung der Mittel für die nationale Umweltschutzbehörde. Da er bei allen folgenden sieben Wahlen, einschließlich der des Jahres 2024, wiedergewählt wurde, kann er sein Mandat bis heute ausüben. Seine neueste Legislaturperiode im 119. Kongress der Vereinigten Staaten läuft bis zum 3. Januar 2027. Im Kongress ist bzw. war er Mitglied im Ausschuss für Energie und Handel sowie in zwei von dessen Unterausschüssen. Er ist gegen eine Verschärfung der Bestimmungen für privaten Waffenbesitz, für eine Verschärfung der Einwanderungsbestimmungen, gegen gleichgeschlechtliche Ehen und für eine Ausweitung der Todesstrafe.
Mit seiner Frau Hillary hat er drei Kinder. Die Familie lebt privat in Salem.